# Hilyard Brown
Pour les articles homonymes, voir Brown.
Hilyard M. Brown est un directeur artistique américain né le 16 février 1910 à Lincoln (Nebraska) et mort le 12 octobre 2002 à Los Angeles (Californie).

## Biographie
Hilyard Brown fait des études d'architecture à l'Université de Californie du Sud, en même temps que ses futurs collègues Robert Boyle et Boris Leven. Il commence sa carrière dans l'industrie cinématographique en 1934 comme dessinateur à la RKO, puis il devient assistant de Perry Ferguson, directeur artistique sur Citizen Kane.
Après la guerre, il est directeur artistique sur une série de westerns à petit budget de Republic Pictures. Au début des années 1950 il entre chez Universal Pictures et travaille notamment sur des films à suspense ou des films d'horreur, mais c'est aussi à cette époque qu'il crée les décors de La Nuit du chasseur. Lorsque John DeCuir est choisi pour travailler sur Cléopâtre, il se voit obligé de confier à certains de ses collègues une partie de l'immense travail, et il choisit Hilyard Brown pour superviser l'exécution des navires romans et égyptiens. Brown apparaîtra d'ailleurs dans le film comme le capitaine du bateau de Cléopâtre.

## Filmographie partielle
- 1941 : Citizen Kane d'Orson Welles
- 1947 : Poste avancé (Northwest Outpost) d'Allan Dwan
- 1947 : Musique aux étoiles (Calendar Girl) d'Allan Dwan
- 1948 : Ils étaient tous mes fils (All My Sons) d'Irving Reis
- 1951 : Les Frères Barberousse (Flame of Araby) de Charles Lamont
- 1954 : L'Étrange Créature du lac noir (Creature from the Black Lagoon) de Jack Arnold
- 1955 : La Nuit du chasseur (The Night of the Hunter) de Charles Laughton
- 1957 : Prisonnier de la peur (Fear Strikes Out) de Robert Mulligan
- 1958 : L'Homme de l'Ouest (Man of the West) d'Anthony Mann
- 1963 : Cléopâtre (Cleopatra) de Joseph L. Mankiewicz
- 1964 : La Mission de Mister Manning (Shock Treatment) de Denis Sanders
- 1965 : L'Express du colonel Von Ryan (Von Ryan's Express) de Mark Robson
- 1966 : Tiens bon la rampe, Jerry (Way... Way Out) de Gordon Douglas
- 1975 : La Cité des dangers (Hustle) de Robert Aldrich

## Distinctions
- Oscars 1964 : Oscar des meilleurs décors pour Cléopâtre